# Шефилд (Илиноис)
Шефилд (енгл. Sheffield) град је у америчкој савезној држави Илиноис.

## Демографија
По попису из 2010. године број становника је 926, што је 20 (-2,1%) становника мање него 2000. године.
| Група             | 2000.       | 2010.       |
| Белци             | 929 (98,2%) | 895 (96,7%) |
| Афроамериканци    | 1 (0,1%)    | 3 (0,3%)    |
| Азијати           | 2 (0,2%)    | 1 (0,1%)    |
| Хиспаноамериканци | 6 (0,6%)    | 22 (2,4%)   |
| Укупно            | 946         | 926         |